# Seznam litovskih plavalcev
Seznam litovskih plavalcev.

## A
- Paulius Andrijauskas

## B
- Simonas Bilis
- Saulius Binevičius

## D
- Tadas Duškinas
- Raminta Dvariškytė

## G
- Rolandas Gimbutis
- Darius Grigalionis

## J
- Vytautas Janušaitis
- Arvydas Juozaitis

## K
- Lina Kačiušytė
- Beatričė Kanapienytė
- Urtė Kazakevičiūtė

## M
- Deividas Margevičius
- Rūta Meilutytė
- Rugilė Mileišytė

## R
- Danas Rapšys

## S
- Mindaugas Sadauskas

## Š
- Rimvydas Šalčius
- Agnė Šeleikaitė
- Andrius Šidlauskas

## T
- Kotryna Teterevkova
- Giedrius Titenis

## V
- Paulius Viktoravičius

## Ž
- Robertas Žulpa